# 琉灰蝶
琉灰蝶（學名：Celastrina argiolus），又名琉璃灰蝶、琉璃小灰蝶、瑠璃小灰蝶、冬青琉灰蝶。是一種屬於灰蝶科的蝴蝶，原生於古北界。

## 描述

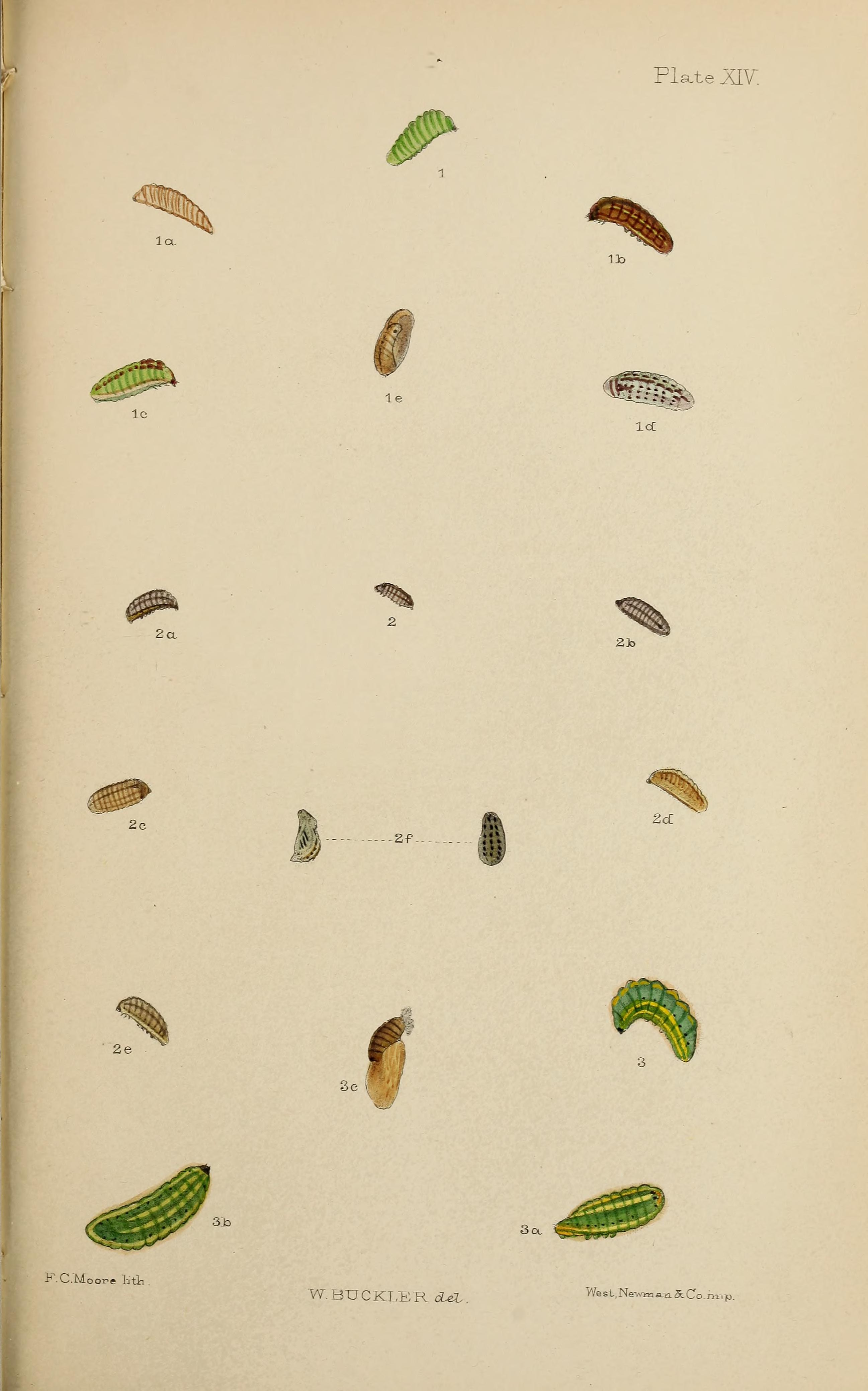
圖1、1a、1b為蛹化前的幼蟲，寄主為冬青；1c、1d為寄主為常春藤的蛹化前幼蟲；1e為冬青上的蛹。

琉灰蝶的翅膀為淡銀藍色，帶有象牙白色斑點。塞茲描述其特徵為：「雄蝶背面閃亮紫藍色，僅前翅前緣末端細細鑲白。雌蝶雙翅寬邊深色，後翅邊緣保有眼斑遺跡。翅腹為銀白色，中部有一列黑點，有些為長形，邊緣前方則有黑影狀斑點。卵極扁，白色。幼蟲為綠色或褐色，帶有黃白色條紋，背上有鏈狀條紋，第7節具吸引螞蟻的腺體；頭部為褐色。寄主植物包括常春藤屬、冬青屬、衛矛屬、鼠李屬、刺槐屬、染料木屬、鷹爪豆屬、黃芪屬、懸鉤子屬、歐石楠屬、梨屬及其他多種植物；在歐洲，通常由毛蟻屬螞蟻照顧；出現在6月及秋季。蛹大多附著於葉片下方，呈黃褐色，帶有棕色斑點與花紋。成蝶在春季與7月出現，有時也會於8月底至9月間出現第三次，分布廣泛，特別常見於常春藤與黑莓的花上。」
在歐洲，第一代主要以冬青（Ilex aquifolium）為食，而第二代則會利用多種寄主植物。
琉灰蝶是芬蘭的國蝶。

## 圖庫

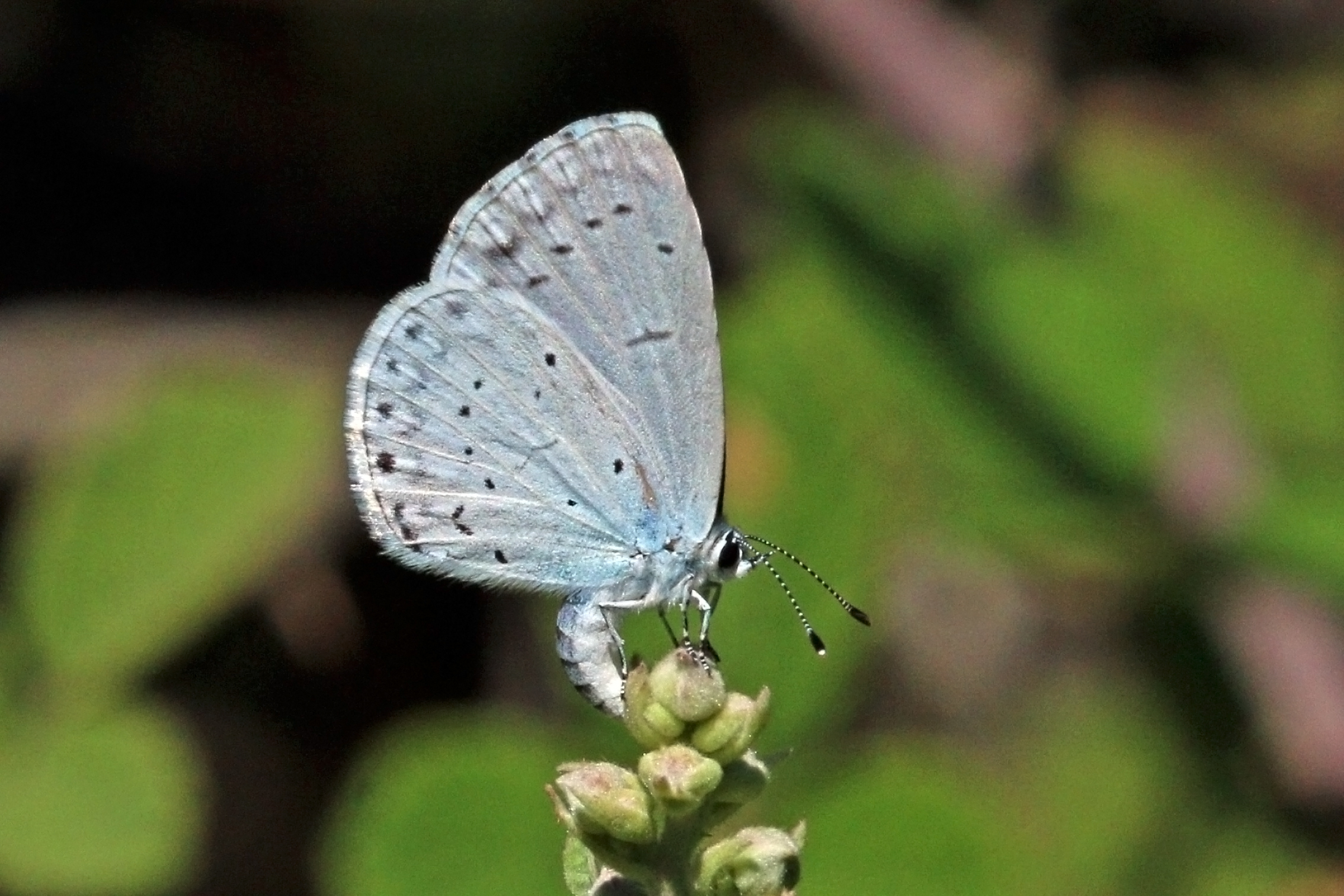
雌蝶產卵中，地點：保加利亞
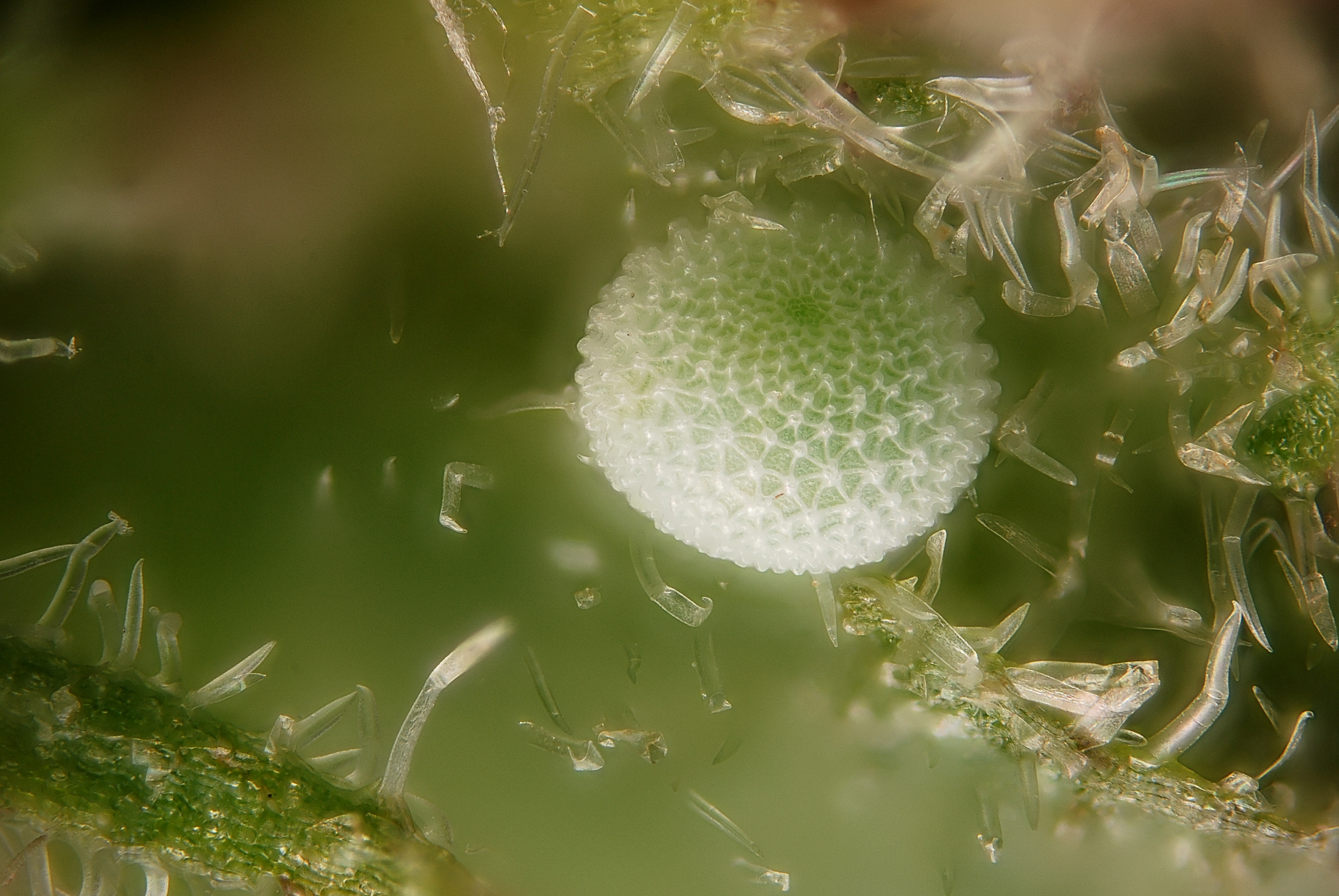
卵
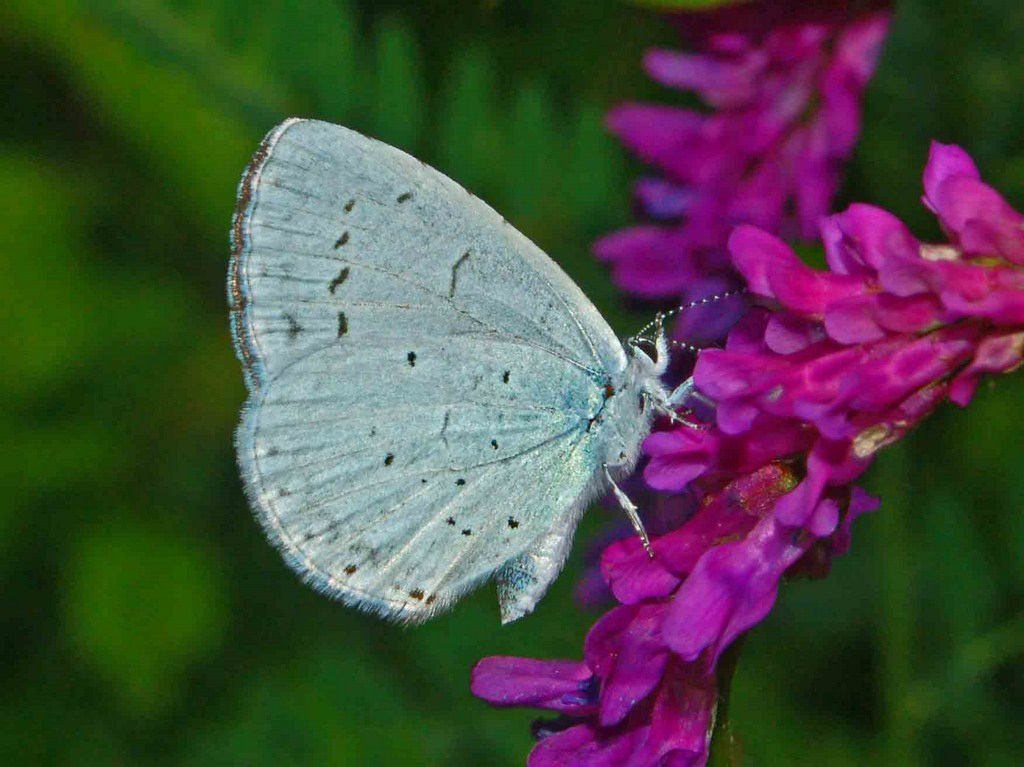
成蝶
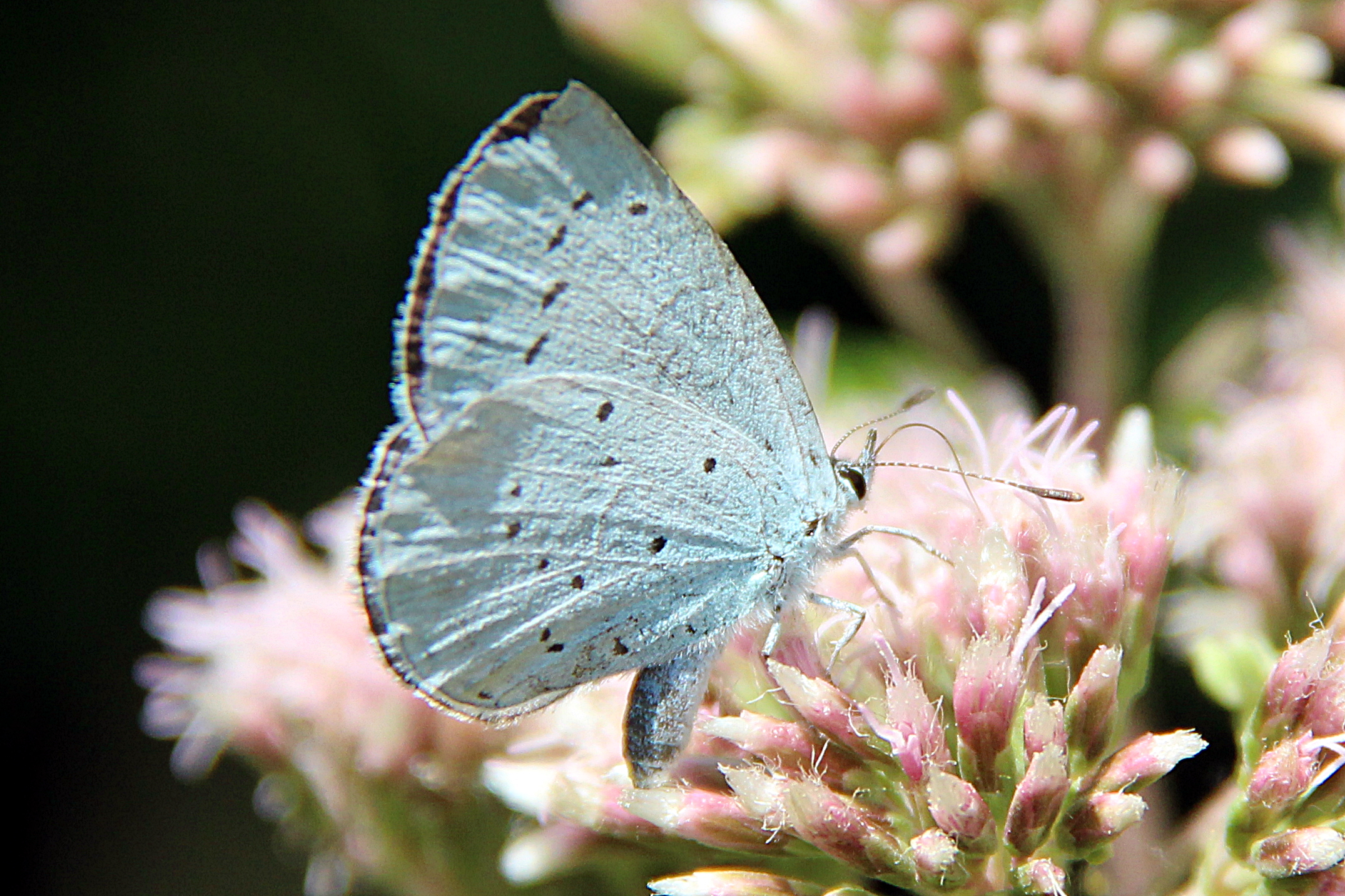
雌蝶
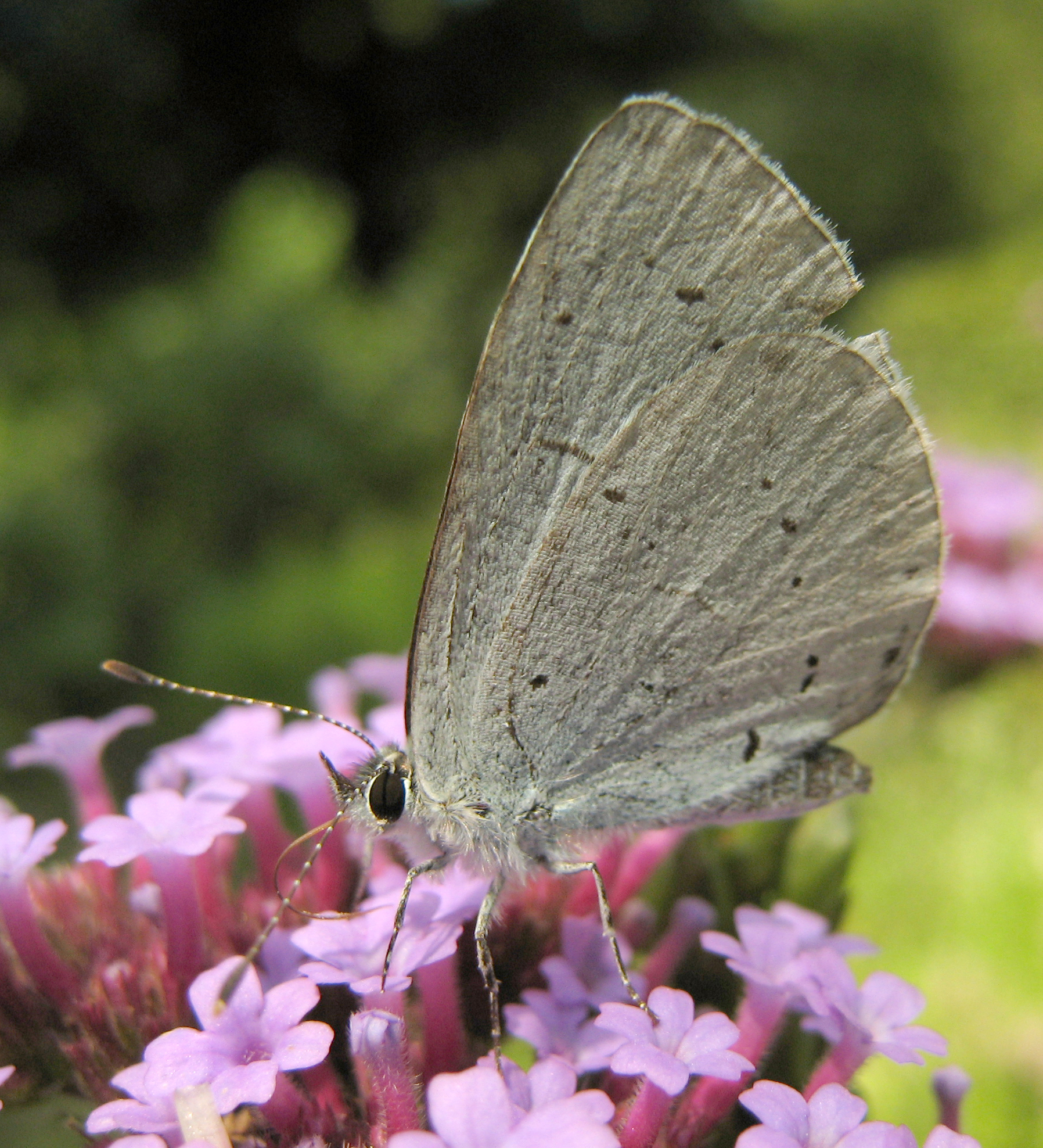
翅膀腹面
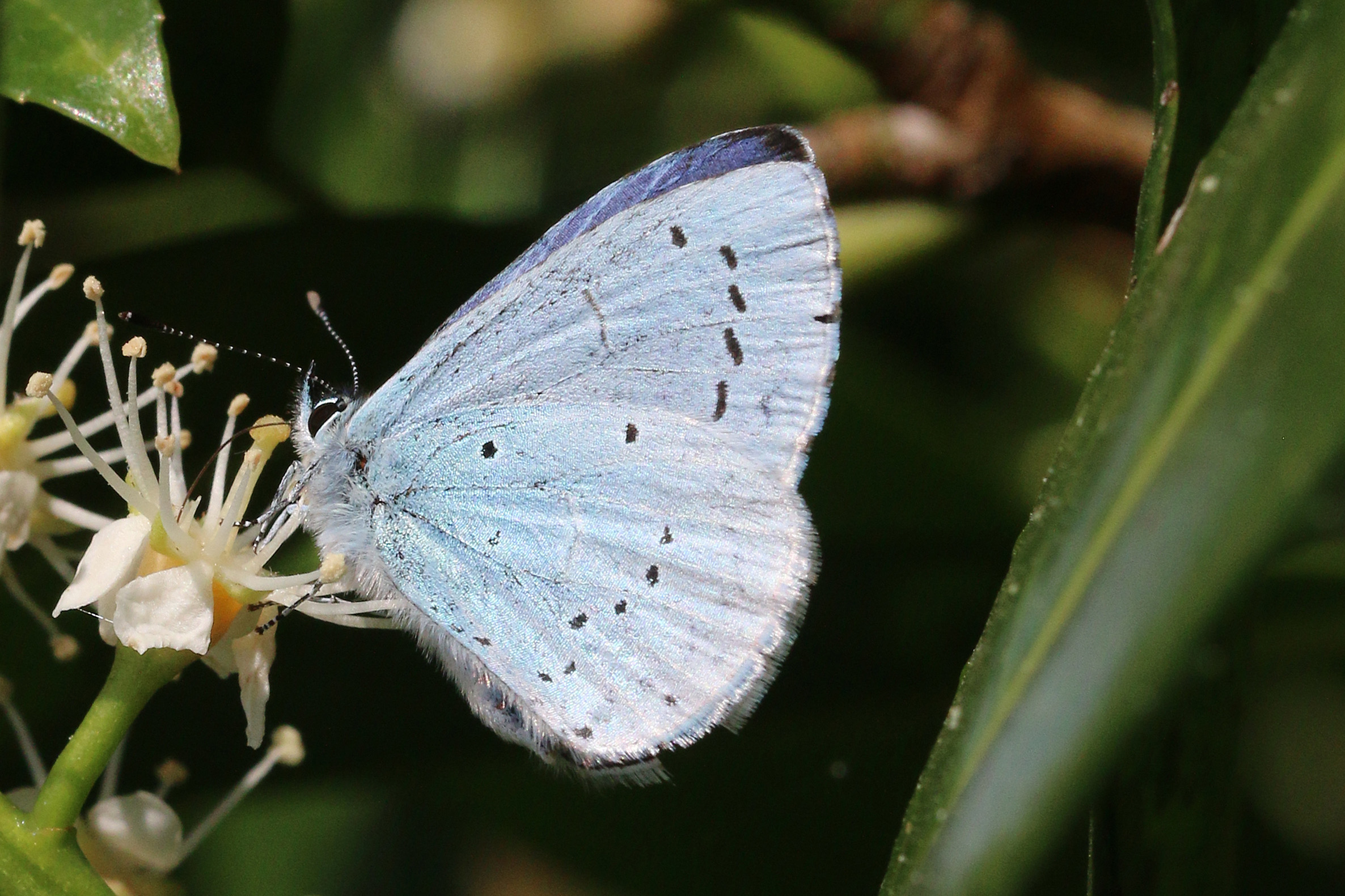
雄蝶

## 分布
分布於歐亞大陸。在南亞，其範圍涵蓋從巴基斯坦的奇特拉爾到印度的庫馬盎專區。

## 族群週期
琉灰蝶的族群數量呈明顯週期性變化，這與一種寄生蜂——Listrodromus nycthemerus的交互作用有關。此蜂會將卵產在幼蟲體內，成蜂會在蝶蛹中羽化並殺死宿主，導致琉灰蝶無法孵化。蝴蝶族群低時，寄生蜂也會減少，讓蝴蝶數量回升；而當幼蟲增加後，寄生蜂族群又會增長，造成下一波蝴蝶數量崩跌。